# Hip-Hop
Hip-Hop ist eine Musikrichtung mit den Wurzeln in der afroamerikanischen Funk- und Soul-Musik, die aus den Ghettos der USA stammt. Zu den typischen Merkmalen zählen Rap (Sprechgesang), der aus den jamaikanischen Traditionen des Toasting entstand, das Samplen und das Scratchen. Der Begriff Hip-Hop geht (je nach Quelle) entweder auf Lovebug Starski oder DJ Hollywood zurück, beide Pioniere der Form.
Hip-Hop bezeichnet neben der Musikrichtung auch die Hip-Hop-Subkultur mit den Elementen Rap (genauer MCing), DJing, Breakdance, Graffiti-Writing und Beatboxing.

## Geschichte

### 1970–1979

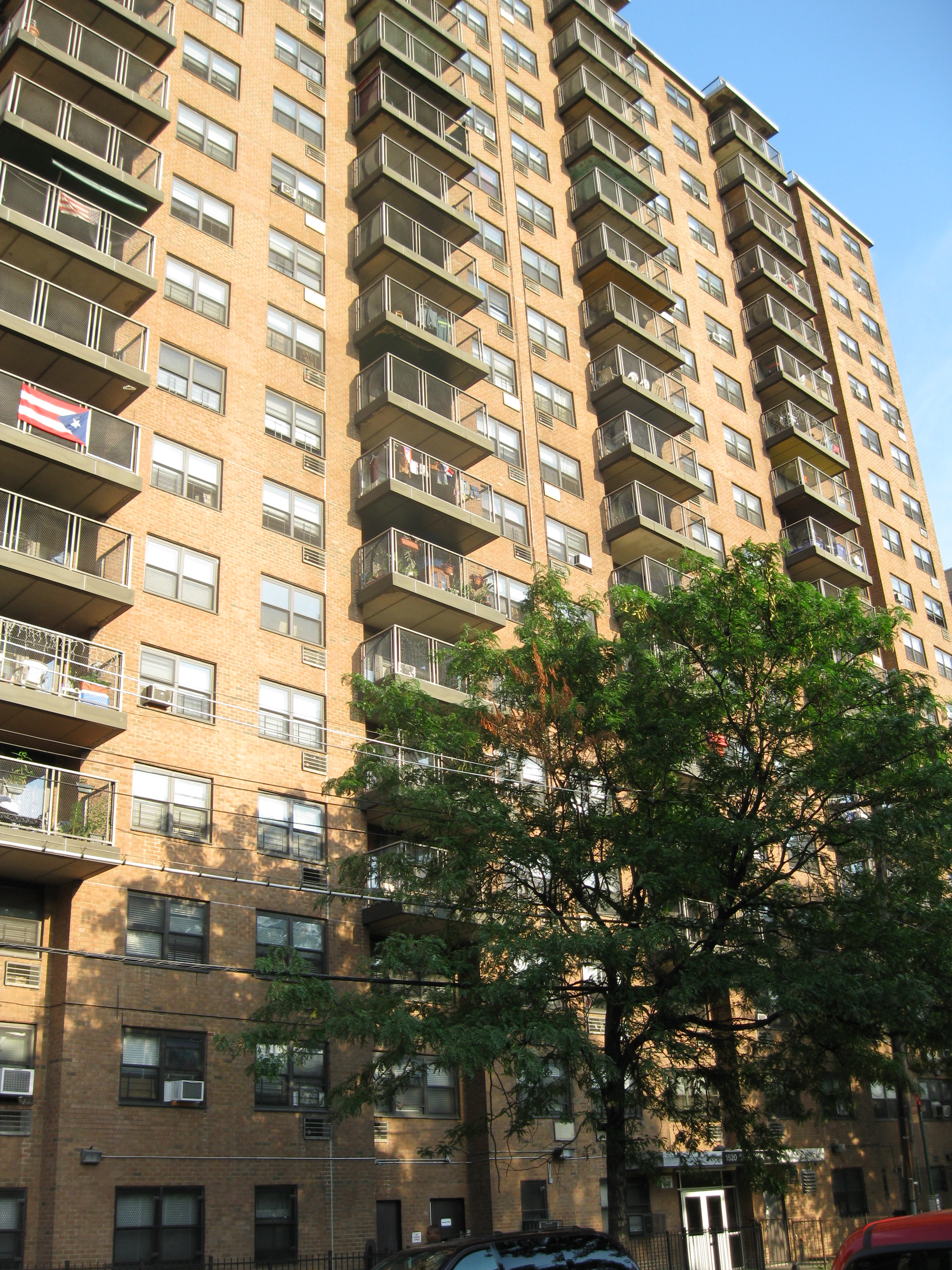
1520 Sedgwick Avenue, Bronx, dieses Gebäude wird häufig als der Geburtsort des Hip-Hop bezeichnet, da der Hip-Hop-Pionier Kool Herc hier tätig war

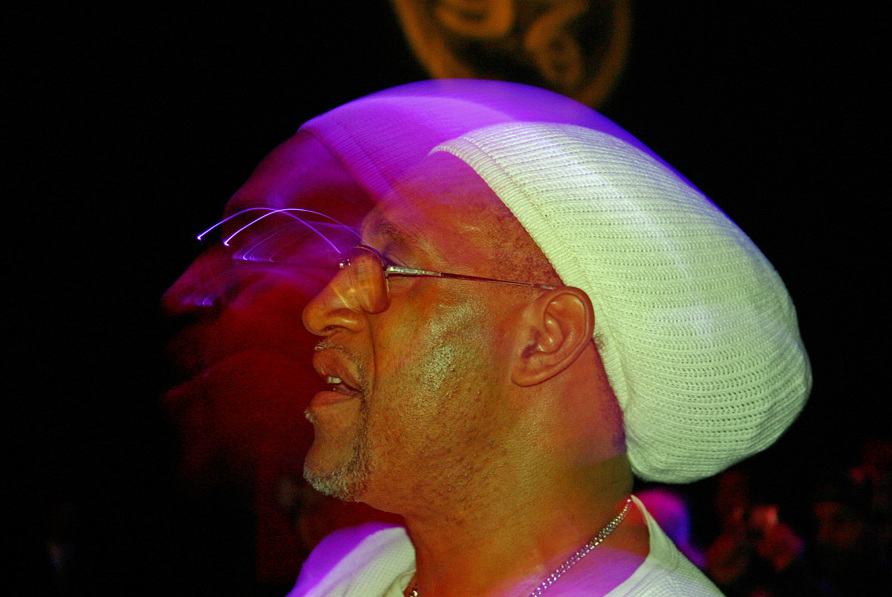
DJ Kool Herc, einer der ersten Hip-Hop-Künstler

Als Geburtsstunde des Hip-Hop gilt heute der 11. August 1973, an dem Kool DJ Herc im Freizeitraum eines Sozialbaus an der Sedgwick Avenue in der Bronx, New York, eine Block Party veranstaltete. Er gilt als der erste DJ, der nur den Beat eines Funk-, Soul- oder Discostückes wiederholte, anstatt das ganze Stück zu spielen, und der zwei verschiedene Beats montierte (das sogenannte Beatjuggling). Auf seinen Block Partys tauchten auch die ersten B-Boys auf, um sich im neuartigen Breakdance zu versuchen. Afrika Bambaataa gehörte zu den ersten DJs, die sich durch Kool DJ Herc inspirieren ließen. 1976 veranstaltete er seine erste Party, seine Begleit-„Crew“ aus „Breakern“ nannte er Zulu-Kings und Zulu-Queens, aus der später die Zulu Nation hervorging. Ab 1976 entwickelte Grandmaster Flash weitere neue DJ-Techniken wie das Cutting (das zum Beat parallele Einspielen von Liedern), das Backspinning (wobei die Platte zur Wiederholung eines bestimmten Abschnitts schnell rückwärts gedreht wird) und das Phasing (bei dem durch die geringfügige Verringerung der Geschwindigkeit eines der beiden Plattenteller ein Phaseneffekt erzeugt wird). Der von Grandmaster Flash entdeckte Grand Wizard Theodore schloss die Zeit der Erfindungen der elementaren DJ-Techniken kurz darauf mit der Erfindung der bekanntesten Technik, des Scratchens, ab.
Die Geburtsstunde des für den Hip-Hop typischen Sprechgesangs, des Rappens, lässt sich hingegen nicht so präzise datieren. Bereits 1970 erschien zwar das erste Album der Last Poets, deren politischer Sprechgesang von der Sprache von Malcolm X und dem Dichter Amiri Baraka beeinflusst war; sie gelten vielerorts als Väter des Rap. Das eigentliche „Rappen“ aber entwickelten unabhängig davon die sogenannten MCs, die „Masters of Ceremony“ (wörtlich „Zeremonienmeister“), die Ende der 1960er, Anfang der 1970er Jahre die DJs begleiteten, den jeweiligen DJ und sich selbst vorstellten (das sogenannte „shouting out“), das Publikum zwischen den Stücken oder in den Übergängen zum Tanzen aufforderten, Witze machten, Besucher grüßten und so quasi als „Animateure“ die Menge zum Feiern anfeuerten. Das Vorbild dafür waren die Deejays der jamaikanischen Sound systems.
Der Hip-Hop der frühesten Zeit ist weitgehend ohne Tondokumente, da es die Zeit der DJs war und Platten, auf denen Lieder abgespielt wurden, in der Musikindustrie als chancenlos galten. Erst später entstanden nach der Konsolidierung des Hip-Hop als eigener Stil mit eigenen Techniken sogenannte Mixtapes. Die erste Hip-Hop-Schallplatte erschien so erst 1979, als die Discoband Fatback Band die Single King Tim III (Personality Jock) veröffentlichte. Eine Woche später erschien auch das berühmte Rapper’s Delight der Sugarhill Gang, das zur Überraschung aller Beteiligten ein Riesenerfolg war und von dem weltweit über 8 Millionen Stück verkauft wurden. Der erste große Rapstar allerdings war Kurtis Blow, der bereits mit seiner ersten Single Christmas Rappin‘ weltweit erfolgreich war und es mit seinen folgenden Alben bis in die Mitte der 80er Jahre blieb.

### 1980–1989
Nach Rapper’s Delight war klar, dass mit Hip-Hop Geld verdient werden konnte, und das Interesse der Musikindustrie wandte sich dem Rap zu (der Begriff „Hip-Hop“ war damals noch unüblich). Auch der Song Rapture von Blondie, der in den Vereinigten Staaten ein Nr.-1-Hit wurde und als einer der ersten Rap-Songs eines weißen Künstlers oder einer Künstlerin gilt, enthielt eine lange Rap-Sequenz und trug dazu bei, dass sich Hip-Hop in der Musikindustrie etablieren konnte.
Im Herbst 1981 kam die Single Der Kommissar des Österreichers Falco auf den Markt und erregte großes Aufsehen in der Popszene. Sie erreichte in fast ganz Europa Platz 1, eine englischsprachige Coverversion der Band After the Fire konnte sich im Jahr 1983 auf Platz 4 der US-Charts platzieren. Mit der von ihm entwickelten Kunstsprache und seinem Sprechgesang wird Falco gelegentlich als „der erste weiße Rapper“ bezeichnet.

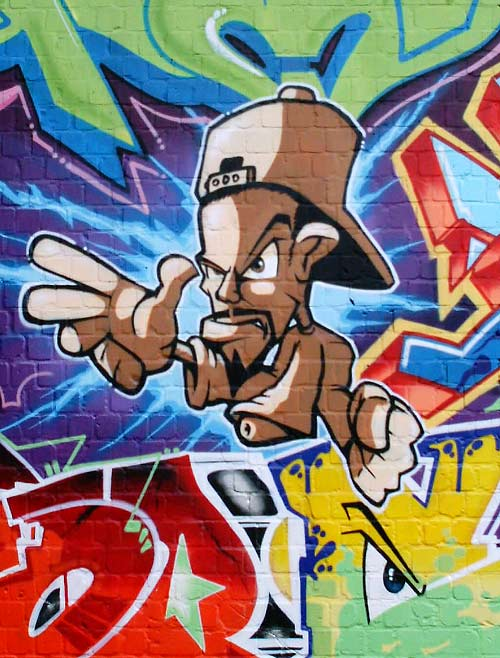
Ein Graffito in Münster

Insbesondere das Label Sugarhill, das bereits Rapper’s Delight veröffentlicht hatte, zog schnell nach und nahm Grandmaster Flash unter Vertrag, der seit 1977 mit der Rap-Gruppe The Furious Five zusammenarbeitete. Auf dem Debüt-Album The Adventures Of The Wheels Of Steel (1980), zugleich das erste Hip-Hop-Album überhaupt, stand vor allem der DJ im Zentrum, zum ersten Mal konnte diese Kunstfertigkeit auch außerhalb der New Yorker Blockpartys gehört werden, vor allem in dem gleichnamigen Titellied, wo Grandmaster Flash seine DJ-Techniken anwandte.
1982 und 1983 veröffentlichte die Gruppe die Singles The Message und White Lines (Don't Do It) und eröffnete dem Hip-Hop inhaltlich eine neue Dimension: Statt Party- und Nonsens-Texten formulierten die Songs sozialkritische Inhalte und reflektierten erstmals das Leben im Ghetto. Kurz danach zerstritt sich die Gruppe, die Nachfolgeprojekte blieben unbedeutend.
Im selben Jahr wie The Message erschien auch die zweite Single eines weiteren DJ-Veteranen der Blockparty-Ära, Planet Rock von Afrika Bambaataa. Der internationale Hit paraphrasierte Kraftwerks „Trans Europa Express“ und war das erste mit Synthesizern produzierte Hip-Hop-Stück. Der Nachfolger Looking For The Perfect Beat legte technisch noch nach und führte das Sampling ein. Hip-Hop und Rap orientierten sich in der Folge verstärkt an einer naturalistischen Soundästhetik, nicht zuletzt wegen der neuen Möglichkeiten, die das Sampling bot. Bambaataas schnelle Drumcomputer-Beats und maschinelle Synthesizer-Riffs und Arpeggios wirkten hingegen stilbildend für das Genre des Electro Funk, das sich allmählich vom Hip-Hop abspaltete und in den späten 1990er Jahren ein Revival im Technobereich erlebte.
1986 erzielten zwei Bands aus demselben „Stall“ mit Crossover-Stücken Top-Ten-Erfolge: die Beastie Boys mit Fight For Your Right (To Party) und Run-D.M.C. mit Walk This Way, einer Zusammenarbeit mit Aerosmith. Neu daran war, dass zum ersten Mal Einflüsse der Rockmusik integriert wurden. Eine Besonderheit der Beastie Boys war darüber hinaus, dass sie eine „all-white“-Band mit jüdischen Wurzeln waren.
1988 erschien die vielleicht bedeutendste Hip-Hop-Platte, die je produziert wurde: It Takes a Nation of Millions to Hold Us Back von Public Enemy. Die hochpolitischen Texte und die unglaublich harte Produktion begründeten ein neues Subgenre, den Conscious Rap, und zogen einen drastischen Schlussstrich unter die bisherige Definition von Hip-Hop, die Old School wurde abgelöst von der New School.
Zwei Jahre zuvor startete in Philadelphia ein junger MC namens Schoolly D seine Karriere. Obwohl sie insgesamt eher unspektakulär verläuft, verdient er sich mit seinen Rhymes den Ruf, der Urheber des Gangsta-Rap zu sein. Was Gangsta-Rap genau ist, präzisieren 1988 seine berühmtesten Vertreter, N.W.A, die Niggaz Wit Attitudes aus Los Angeles. Die Rhymes auf ihrem Album Straight Outta Compton schilderten scheinbar teilnahmslos und ohne moralische Positionierung Kriminalität und Gewalt. Kritiker warfen ihnen vor, die Gewalt zu verherrlichen, anstatt konstruktiv dagegen anzugehen. Die Angegriffenen wehrten sich meist mit dem Argument, dass sie die Zustände in den Ghettos abbildeten, und wem diese nicht gefielen, der müsse die Zustände verändern.

### 1990–1999

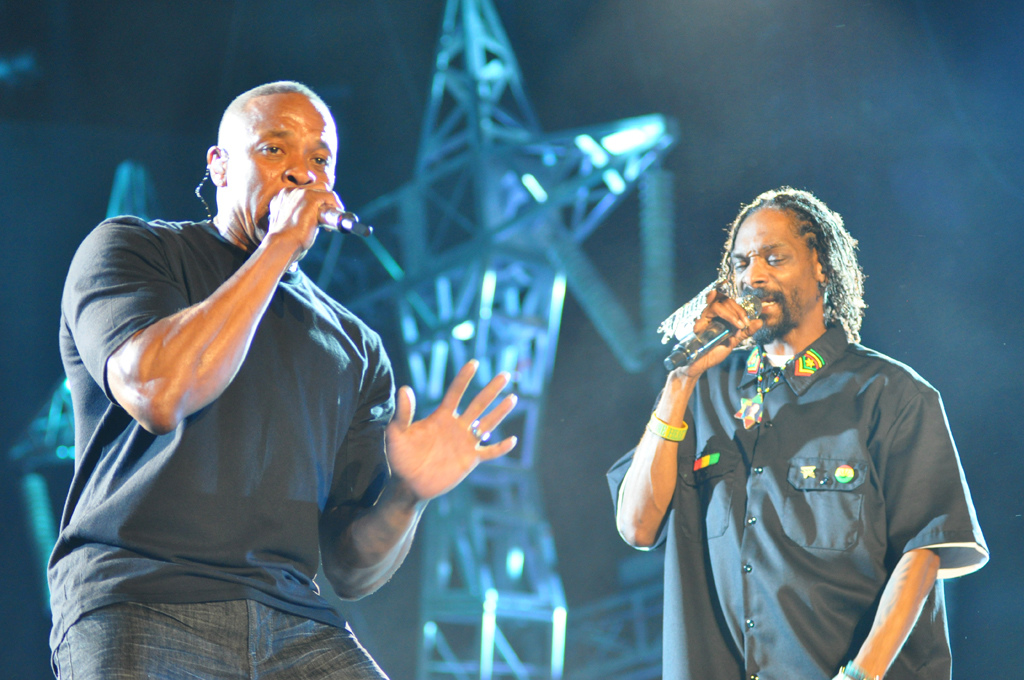
Dr. Dre und Snoop Dogg (2012)

Mit Beginn der 1990er Jahre ersetzte der zuvor für dieses Musikgenre eher selten genutzte Begriff Hip-Hop zunehmend die bislang verwendete Bezeichnung Rap. Mit dem Auftreten von N.W.A und Public Enemy begann nicht nur das Zeitalter des Gangsta-Rap. Andere sogenannte West-Coast-Künstler wie Dr. Dre, Snoop Doggy Dogg und 2Pac traten plötzlich hervor, und erstmals war New York (die „Eastcoast“) nicht mehr das Zentrum des Hip-Hop. Die stärksten Acts der beginnenden 1990er Jahre an der Eastcoast waren entweder intellektuelle Formationen vor allem der Native Tongues Posse wie De La Soul, A Tribe Called Quest, Black Sheep, die Jungle Brothers oder auch die Fu-Schnickens oder politische Acts wie Public Enemy oder KRS-One. Die teils sehr experimentellen oder politisch dezidierten Töne fanden zwar starken Anklang bei der Kritik, von der Straße schien sie aber zunehmend weit weg. In den 1990er Jahren setzten Künstler mit Alben wie Nas Illmatic, Mobb Deep mit The Infamous oder der Wu-Tang Clan mit Enter the Wu-Tang (36 Chambers) Meilensteine für die Rapmusik und prägten damit den Eastcoast Sound.
Der Gangsta-Rap der „Westcoast“ hatte jetzt die Führung übernommen, und die nächsten Jahre waren geprägt von der Fehde zwischen Ost- und Westküste (wobei die Zuordnung nicht immer streng geographisch war), die von dem kommerziellen Aufstieg, den Hip-Hop in den 1990ern erfuhr, noch gefördert wurde.
Mitte der 1990er Jahre hatte sich die Auseinandersetzung in einer Art Stellvertreterkrieg auf 2Pac (Westcoast) und The Notorious B.I.G. (Eastcoast) konzentriert. Als im September 1996 2Pac und ein halbes Jahr später Notorious B.I.G. erschossen wurden, brach der „Krieg“, von dem keiner mehr wusste, worum er sich eigentlich drehte, in sich zusammen. Im selben Jahr erklärten Rapper von beiden Küsten bei einem gemeinsamen Treffen die Konfrontation für beendet. Vor seinem Tod konnte 2Pac 1996 noch die Doppel-CD All Eyez on Me veröffentlichen. Auf dem Album ist eine der meistverkauften Rap-Singles der Welt zu finden: California Love (RMX) (Tupac Shakur feat. Dr. Dre).
Musikalisch gab es in der zweiten Hälfte der 1990er Jahre bedeutende Neuerungen. Besonders die Beats wurden komplexer, worin man den Einfluss von Stilen wie Reggae und Dancehall (Raggamuffin Hiphop), aber auch des Oldschool-Hip-Hop und des Electro Funk der 1980er Jahre hören konnte. Zudem wuchs die Stilrichtung des Hip-Hop immer weiter mit der des Soul und des R&B zusammen, um 2000 erreichte der Einfluss auch die „normale“ Popmusik wieder. Bedeutende Alben kamen in dieser neuen Ästhetik von Wyclef Jean (The Carnival, 1997) und Lauryn Hill (The Miseducation of Lauryn Hill, 1998).

### 2000–2009

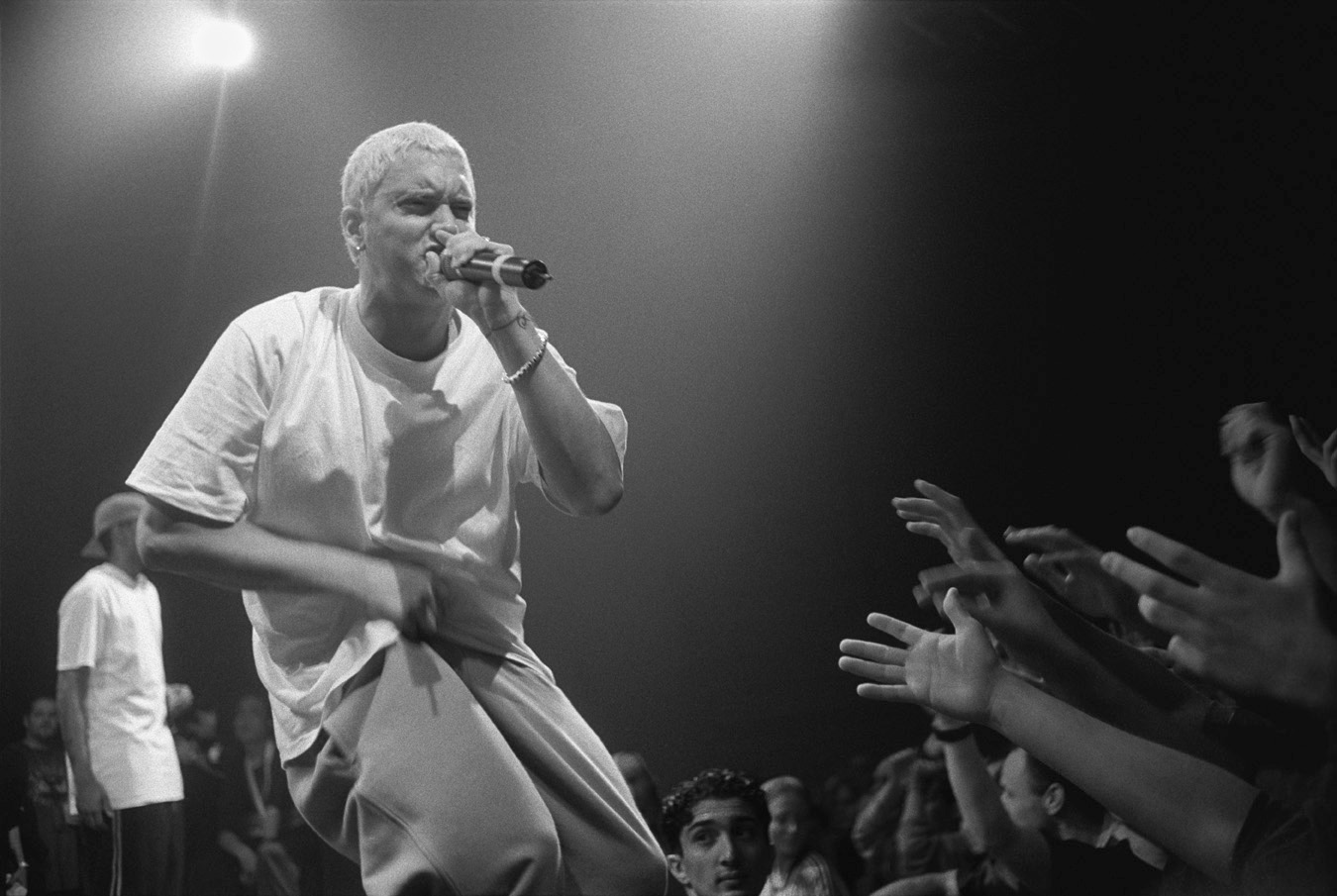
Eminem (1999)

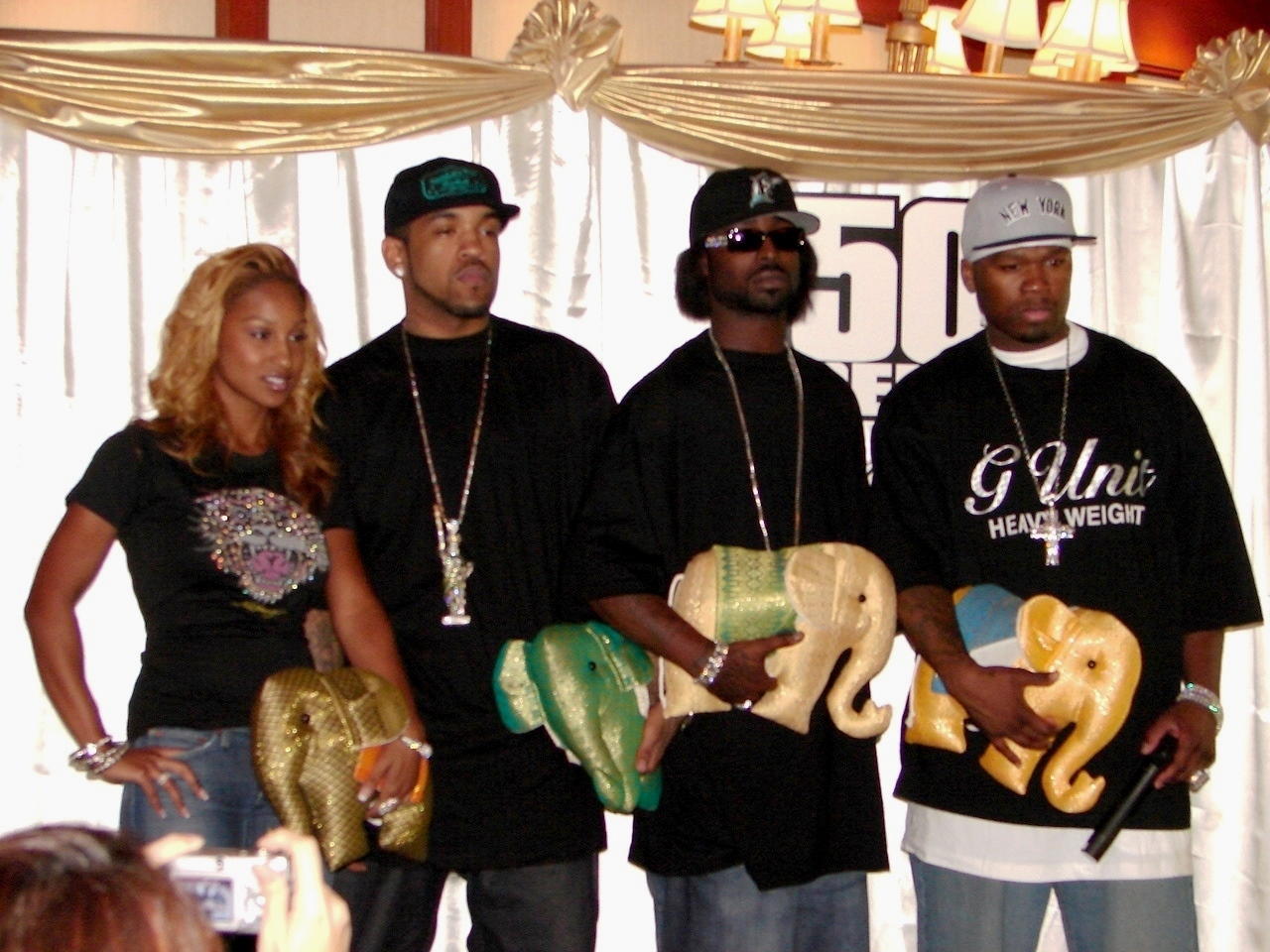
G-Unit: Olivia, Lloyd Banks, Young Buck, 50 Cent (2006)

Zwar hatte offiziell keine der beiden Küsten gesiegt, in den folgenden Jahren aber wurde über den Weg des Plattenmarktes deutlich, dass es weder der politische conscious rap noch die intellektuelle Schule der Native Tongues Posse aus dem Osten war, die sich durchgesetzt hatten. Der Hip-Hop-Markt wurde dominiert von den Gangstarappern der Westcoast, ihren Zöglingen und Nachfolgern. Seit der Jahrtausendwende ging jedoch die Dominanz der Westcoast-Rapper stark zurück, und die Eastcoast beziehungsweise auch der Down South hatten der Westküste den Rang abgelaufen.
Weiterhin hatte aber vor allem eine Szene auf sich aufmerksam gemacht, nämlich die in Detroit. Größtenteils war dies ihrem berühmtesten Vertreter Eminem geschuldet, der über seinen Ruhm die Karrieren anderer Künstler wie D12, G-Unit, Obie Trice, Stat Quo oder 50 Cent wesentlich initiiert hatte. Allerdings ist Eminem selbst eine Entdeckung Dr. Dres, der mit Aftermath Records auch eine Filiale in New York betreibt.
2003 erreichten The Black Eyed Peas mit ihrem Lied Where Is the Love? Platz eins in unzähligen Ländern. Mit diesem Lied verkörperten sie ein Crossover zwischen Rap- und Pop-Musik. Dazu äußerten sie sich sozial- und gesellschaftskritisch. Gleichzeitig zeigte diese Musik Parallelen zur R&B- und Soul-Musik. Einer der erfolgreichsten Stücke dieser Art ist das Lied Yeah von Usher, Ludacris und Lil Jon. Ab 2005, als Eminem sich in eine kreative Pause zurückzog, nahm die Dominanz der Detroiter Szene rapide ab, und Crossover-Musiker wie Kanye West und Gnarls Barkley konnten große Erfolge verzeichnen. Hierbei ist vor allem der Wettlauf um Verkaufszahlen im Herbst 2007 zwischen Wests Album Graduation und 50 Cents’ Curtis zu beachten. Schlussendlich konnte Graduation das Rennen für sich entscheiden und bewies, dass innovative Rapmusik genauso kommerziell erfolgreich sein kann wie Gangsta-Rap. Dies wurde durch Chartpositionen von Künstlern wie K’naan, Kid Cudi, Drake oder Nicki Minaj in den folgenden Jahren bestätigt.

### Seit 2010: Gegenwart

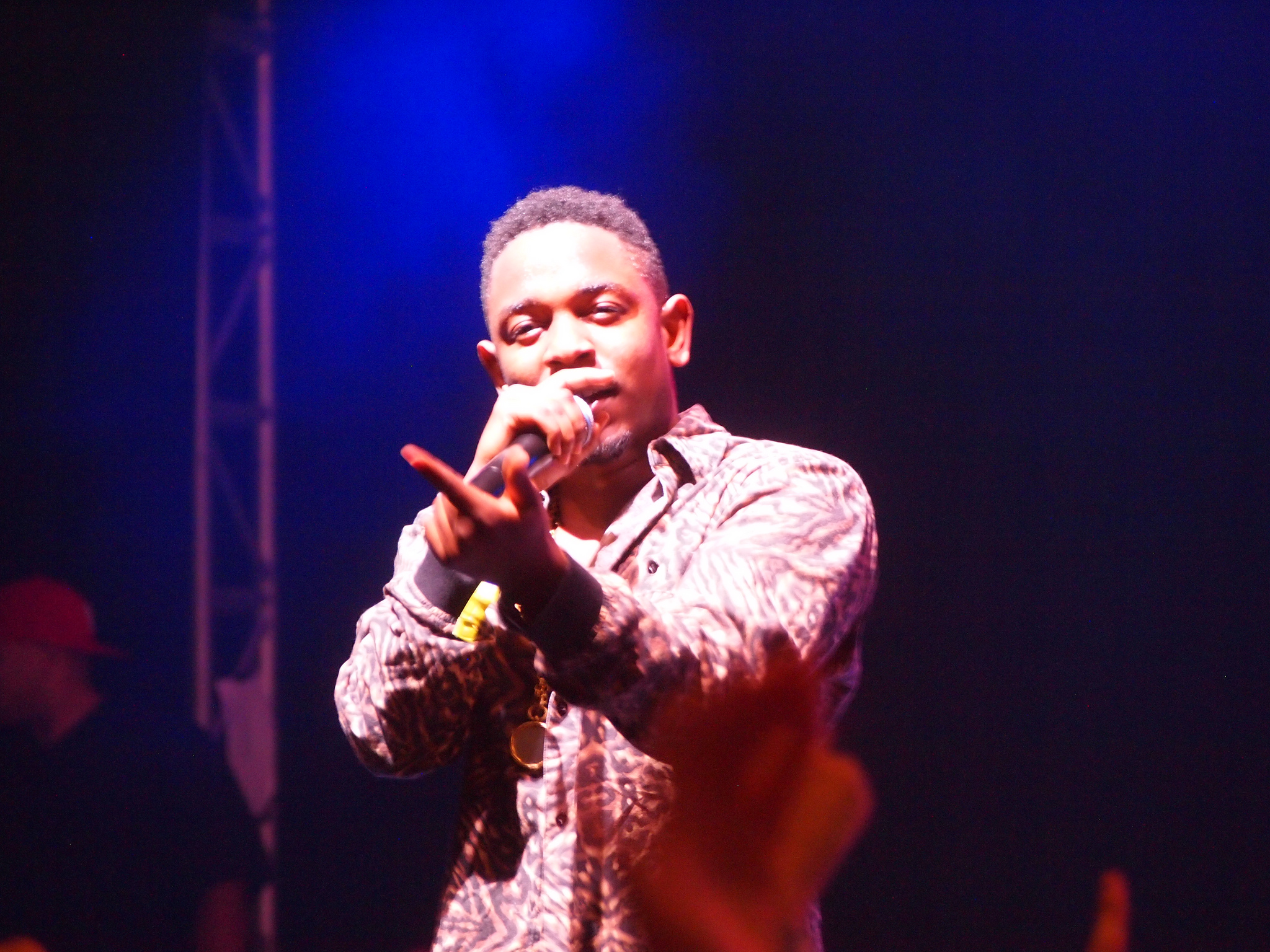
Kendrick Lamar (2012)

In den 2010er Jahren konnte die West-Coast wieder an Popularität gewinnen. So erreichten Rapper wie Kid Ink, Tyga oder Kendrick Lamar weltweiten Erfolg. Snoop Dogg rückte mit dem Lied Sweat wieder zurück ins öffentliche Interesse. Dieses Stück basiert auch auf Grundzügen der Electro-House-Musik, und diesem Muster entsprachen in Folgejahren eine Reihe weiterer Lieder. Beispiele dafür sind die Songs Open Wide von Calvin Harris und Big Sean, Delirious von Steve Aoki und Kid Ink oder Get Up von den Bingo Players und Far East Movement.
Ebenfalls zu Beginn des Jahrzehnts wurde der Stil durch Rapper wie Flo Rida oder Pitbull fest im Airplay etabliert. Beide erreichten mit kommerziell ausgerichteten Alben die Top-10 zahlreicher Länder. Mitte des Jahrzehnts hatte lateinamerikanische Musik einen großen Einfluss. Ebenfalls galten weibliche Rapper immer weniger als außergewöhnlich. Namen wie Nicki Minaj, Elliphant oder Iggy Azalea entwickelten sich zu festen Bestandteilen der Szene.
Am 11. August 2017 stellte Google Inc. anlässlich des 44. Geburtstags der Hip-Hop-Musik ein Doodle auf der Seite der Suchmaschine ein. Zu sehen ist das Logo des US-amerikanischen Unternehmens im Graffiti-Stil auf einer Backsteinwand. Das gewählte Datum bezieht sich auf die erste Hip-Hop-Party, die laut Google am 11. August 1973 in New York City stattfand.

### Internationaler Hip-Hop
Seit Anfang der 1990er Jahre hat sich Hip-Hop international verbreitet. Dabei haben sich typische Stile der einzelnen Länder herauskristallisiert, insgesamt aber bleiben die Interpreten aus den USA tonangebend. In Europa fiel Hip-Hop bereits in den 1980er Jahren in den französischen Banlieues von Paris und Marseille auf fruchtbaren Boden. Internationales Renommée erwarben sich Anfang und Mitte der 1990er Jahre vor allem MC Solaar und IAM.
Es existieren auch in anderen Ländern Hip-Hop-Szenen (z. B. Deutscher Hip-Hop, Polnischer Hip-Hop, Belgischer Hip-Hop, Arabischer Hip-Hop, Russischer Hip-Hop). Erwähnenswert ist noch der britische Hip-Hop, der die eigene Spielart des Britcore hervorbrachte, sowie der brasilianische Hip-Hop, der ebenfalls einen eigenen Unterstil, den von der Bass Music beeinflussten Rio Funk, hervorbrachte.
Auch in Afrika hat sich mittlerweile eine vielfältige Szene entwickelt, die oft amerikanischen Vorbildern nachstrebt, aber auch eigenständige Spielarten des afrikanischen Hip-Hop hervorbringt.

## Filme
- Wild Style!, (Regie: Charlie Ahearn), USA 1982. (Der erste Film über Hip-Hop; semidokumentarisch)
- Beat Street, (Regie: Stan Lathan), USA 1984. (Ein weiteres bedeutendes Dokument der Frühzeit des Hip-Hop)
- Style Wars, (Regie: Tony Silver, Produzent: Henry Chalfant), USA, 1983. (Ein Dokumentarfilm über die Anfänge der Hip-Hop-Kultur)
- 8 Mile, (Regie: Curtis Hanson), USA 2002. (Ein Film über die Hip-Hop-Szene mit Eminem und Kim Basinger)
- Tupac: Resurrection, (Regie: Lauren Lazin), USA 2003.
- Notorious B.I.G., (Regie: George Tillman, Jr.), USA 2009. (Ein biographischer Film über das Leben des Rappers The Notorious B.I.G.)
- All Eyez on Me, (Regie: Benny Boom), USA 2017. (Ein biographischer Film über das Leben des Rappers 2Pac)
- Status Yo!, (Regie: Till Hastreiter), Deutschland/Schweiz, 2004 (Ein deutscher Hip-Hop-Film mit Laiendarstellern)
- Street Style (Originaltitel: You got served), (Regie: Christopher B. Stokes), USA 2004. (Ein Film über die Street-Dancer-Kultur in Amerika)
- Get Rich or Die Tryin’, USA 2005, (Ein Film über 50 Cents Vergangenheit als Drogendealer)
- Hip-Hop Evolution, (Regie: Darby Wheeler), 2016. (Netflix-Serie über die Entstehung von Hip-Hop; dokumentarische Serie)
- Brown Sugar, (Ein Film über Hip-Hop, ist aber auch eine romantische Komödie, berühmtestes Zitat: „When did you first fall in love with hip hop?“)
- Barbershop 1 & 2, (Mit Eve, Queen Latifah, Ice Cube etc.)
- Zeiten ändern dich, (Filmbiographie des Rappers Bushido, u. a. mit Elyas M’Barek, Fler, Moritz Bleibtreu, Hannelore Elsner)
- Straight Outta Compton, (Erzählt die Geschichte der Rapgruppe NWA)
- Blutzbrüdaz, (deutsche Musikkomödie mit den Rappern Sido und B-Tight)
- The Get Down
- Rheingold (Gangster-Drama, das auf dem autobiografischen Roman Alles oder Nix von Xatar basiert)